# 朱陽鐔
東阿悼和王朱陽鐔（1440年代—1483年），明朝魯藩東阿長子，追封東阿王，東阿端懿王朱泰壄的嫡長子。

## 生平
景泰二年（1451年）五月，獲賜名陽鐔。成化元年（1465年），封東阿長子。成化十九年（1483年），朱陽鐔去世。其後，其弟朱陽鏢襲封東阿王。正德十五年（1520年），朝廷追封朱陽鐔為東阿王，賜諡悼和。

## 家庭

### 妻
- 柳氏，冊為東阿長子夫人，成化二十三年（1487年）獲賜歲食米三十石[3]。

### 子
- 嫡長子：朱當，夭折[4]